# Charaxes nitebis
Espèce
Charases nitebis est une espèce d'insectes lépidoptères  appartenant à la famille des Nymphalidae, à la sous-famille des Charaxinae et au genre Charaxes.

## Dénomination
Charaxes nitebis a été nommé par William Chapman Hewitson en 1859 sous le nom initial de Nymphalis nitebis.

### Sous-espèces
- Charaxes nitebis nitebis
- Charaxes nitebis luscius Fruhstorfer, 1914
- Charaxes nitebis sulaensis Rothschild, 1900[1].

### Nom vernaculaire
Charaxes nitebis se nomme Green Rajah en anglais.

## Description
Charaxes nitebis est un grand papillon aux ailes antérieures à bord externe concave et aux ailes postérieures avec chacune une queue.

## Écologie et distribution
Charaxes nitebis est présent en Indonésie, au Sulawesi.

### Protection
Pas de protection : il est en vente libre sur internet.